# りみくす@くりすます島
りみくす＠くりすます島（りみくすアットくりすますとう）とは、トピックごとに掲示板が作れるマルチ掲示板。通称「りみくす」または「REMIX」と呼ばれる。
ハンドルネーム・まな（芝姫つばさ、安藤健二）により、1999年5月24日に開設された。

## 概要
それまでのあやしいわーるど掲示板は、単一の場ですべての話題を取り扱うため、流れが早く複数の話題を取り扱うには向いていなかったが、まなが当時隆盛していたあめぞうへ対抗する意図もあり、私書箱スクリプトを使用して話題別に板が分割されるシステムを構築した。
トピックの名称に主に取り扱う話題が付けられている事が多いため、暫定退避と並びあやしいわーるどではもっとも入りやすい板の一つだが、それ故に同調圧力が低く、半年ROMなどを経ない参加者が流入して問題も起きやすい。
2001年3月31日にクリスマス島に譲渡された。